# Cercosporella pantoleuca
Cercosporella pantoleuca är en svampart som beskrevs av Sacc. 1881. Cercosporella pantoleuca ingår i släktet Cercosporella och familjen Mycosphaerellaceae.   Inga underarter finns listade i Catalogue of Life.